# イェレナ・ニコリッチ
イェレナ・ニコリッチ（セルビア語: Јелена Николић、1982年4月13日 - ）は、セルビアの元女子バレーボール選手。ベオグラード（当時はユーゴスラビア社会主義連邦共和国）出身。元セルビア代表。

## 来歴

### クラブチーム
1999年、17歳の時にイタリアセリエAのレッジョ・エミリアでデビュー。その後ベルガモ、ヴィチェンツァ、フランスリーグのRCカンヌを経て、2005/06シーズンに日本の東レアローズで1シーズンプレー。2007/08シーズンには武富士バンブーでもプレーした。2008/09シーズンからは世界最高峰トルコリーグのワクフバンクに所属。2010/11シーズンの欧州チャンピオンズリーグで優勝、2013/14シーズンにはトルコリーグとトルコカップ、世界クラブ選手権制覇を果たした。2014/15シーズンはアゼルバイジャンリーグのアゼリョル・バクーでプレーした。2015/16シーズンはトルコリーグのBursa BBSKへ移籍。2016/17シーズンはイタリアセリエA1のPromoball Volleyballでプレーした。2017年、トゥルク・ハヴァ・ヨラーリと契約し、2年間在籍。2018/19シーズンを以って現役を引退した。

### 代表チーム
2000年に代表（当時はユーゴスラビア）に初選出され、セルビア・モンテネグロ代表として出場した2006年の世界選手権では銅メダル獲得に大きく貢献した。2007年の欧州選手権では準優勝を果たし、同年11月のワールドカップに出場。2008年には北京オリンピックに出場し5位となった。
2009年からは代表チームのキャプテンを務め、2010年のヨーロッパリーグでは2連覇を達成し、自身もMVPを受賞。同年10-11月の世界選手権に出場し8位だった。2011年に地国開催された欧州選手権では初の金メダルに輝いた。同年のワールドカップには怪我のため不参加だった。2012年より産休に入る。
2013年、産休から復帰し代表チームにも2年ぶりに戻ると、同年8月のFIVBワールドグランプリで銅メダル、9月のヨーロッパ選手権で4位になった。2014年9-10月の世界選手権では3大会連続の出場を果たした。2015年のワールドカップ、2016年のリオ五輪で銀メダルを獲得した。

## エピソード
2005年に東レアローズに入団。その時の気持ちについて後に『文化や生活習慣が今まで自分が暮らしてきた環境と違い、別世界映画の中の世界に来たみたい。』、『選手やファンや関係者の熱い歓迎がとても凄かった。私をまるで女神のように迎え入れてくれた。あの瞬間を一生忘れない。』と2005年7月6日付スポーツ新聞ジュルナルで語っている。
同チームで共にプレーしたキャプテン（当時）の向井久子を姉のように慕い、向井からは「ビッグベイビー」（行動が子供っぽいことから）と呼ばれていた。退団の際は生まれて初めて書いた手紙を向井に贈っている。
2006年世界選手権では日本とセルビア・モンテネグロの対戦があったが、元チームメイトの木村沙織、荒木絵里香に対し『対戦するのが楽しみです』と語った。
2007年ワールドカップでは、日本のテレビ局からは美しきバルカン砲とキャッチコピーが付けられた。元チームメイトの荒木絵里香とはよく一緒にご飯を食べていた。試合のときは仲が良いからこそブロックで止めたいという思いが強く、同大会では互いのスパイクを止めた。また同大会で『加奈は12人に入っているの?良かった。あの子は頑張り屋さんだから』と大山加奈のことを気遣うコメントを残した。
どら焼きが大好物で、2007-2008Vプレミアリーグでは試合後にどら焼きを食べる姿がたびたび見られた。

## 球歴
- オリンピック - 2008年、2016年
- 世界選手権 - 2006年、2010年、2014年
- ワールドカップ - 2007年、2015年
- 欧州選手権 - 2005年、2007年、2009年、2011年、2013年、2015年

## 所属クラブ
- Obelix Belgrado（1997-1999年）
- パッラヴォーロ・レッジョ・エミリア（1999-2002年）
- ベルガモ（2002-2003年）
- ヴィチェンツァ（2003-2004年）
- RCカンヌ（2004-2005年）
- 東レアローズ（2005-2006年）
- VCパドヴァ（2006-2007年）
- 武富士バンブー（2007-2008年）
- ワクフバンク・テュルクテレコム（2008-2014年）
- アゼリョル・バクー（2014-2015年）
- Bursa BBSK（2015-2016年）
- Promoball Volleyball（2016-2017年）
- トゥルク・ハヴァ・ヨラーリ（2017-2019年）